# 浅野三義
浅野 三義（あさの みつよし、1914年〈大正3年〉 - 1988年〈昭和63年〉5月3日）は、日本の造園家。

## 来歴
東京都に生まれる。その後は千葉県に居住した。千葉高等園芸学校（現・千葉大学園芸学部・大学院園芸学研究科）を卒業後、東京都庁に入庁する。
神代植物公園管理事務所長、多摩動物公園・恩賜上野動物園長等を歴任する。その後株式会社景環境設計事務所代表取締役を務めた。
1984年、第8回日本公園緑地協会北村賞を受賞した。